# Microcos calymmatosepala
Microcos calymmatosepala är en malvaväxtart som beskrevs av Karl Ewald Maximilian Burret. Microcos calymmatosepala ingår i släktet Microcos och familjen malvaväxter. Inga underarter finns listade i Catalogue of Life.